# Geneviève Grad
Pour les articles homonymes, voir Grad.
Geneviève Grad, née le 5 juillet 1944 à Paris 18e et morte le 7 novembre 2024 à La Chaussée-Saint-Victor (Loir-et-Cher), est une actrice et chanteuse française. Sa carrière de comédienne débute en 1959 et court jusqu'au début des années 1980.
Parmi ses films notables, se trouvent : Le Capitaine Fracasse (1961), Sandokan, le tigre de Bornéo (1963) ainsi que la série de films avec Louis de Funès, Le Gendarme de Saint-Tropez en 1964, Le Gendarme à New York en 1965 (dont elle interprète les chansons parmi lesquelles Douliou-douliou Saint-Tropez), et Le Gendarme se marie en 1968.
À partir des années 1970, elle est assistante de production pour la chaîne TF1 puis antiquaire avant de travailler pour la ville de Vendôme comme organisatrice d'événements culturels.

## Biographie

### Famille et jeunesse
Geneviève Gabrielle Grad naît le 5 juillet 1944 à Paris 18e. Fille d'un typographe pour France-Soir d'origine alsacienne (ses arrière-grands-parents sont originaires du village de La Wantzenau), Geneviève Grad ne se destine pas au métier de comédienne et veut devenir danseuse.

### Débuts de carrière
À 15 ans, Geneviève Grad est repérée par des producteurs. Elle part alors pour Rome pour tourner des bouts d'essai pour le film Les Adolescentes (Dolci inganni, 1960) d'Alberto Lattuada et n'est pas retenue. Cela lui vaut d'être repérée par Michel Boisrond et elle obtient le rôle de la fille de Martine Carol dans Un soir sur la plage de Michel Boisrond. Les rôles s'enchaînent ensuite tant au théâtre qu'au cinéma. Au début des années 1960, elle joue notamment dans les films Le Capitaine Fracasse (aux côtés de Jean Marais), Les Vikings attaquent, Arsène Lupin contre Arsène Lupin.

### Révélation duGendarme de Saint-Tropez
De 1964 à 1968, elle se révèle en France en incarnant Nicole Cruchot, la fille du maréchal des logis-chef Ludovic Cruchot (Louis de Funès), dans les trois premiers films de la série populaire des Gendarmes : Le Gendarme de Saint-Tropez, Le Gendarme à New York et Le Gendarme se marie. 
Elle y prête sa voix dans certaines chansons telles que Douliou-douliou Saint-Tropez, ou Les garçons sont gentils. Elle ne joue pas dans les trois derniers films du Gendarme entre 1970 et 1982, le personnage de Nicole Cruchot étant même supprimé.
Elle continue de jouer au cinéma et à la télévision dans les années 1970 jusqu'au début des années 1980 puis s'éloigne peu à peu de la profession d'actrice.

### Reconversion professionnelle
Dans les années 1970, elle enchaîne les métiers : assistante de production pour TF1 pendant neuf années, puis antiquaire. Elle travaille pour la ville de Vendôme et y organise des manifestations culturelles aux côtés d'Annie Chaplin, l'une des filles de Charlie Chaplin, qui vit non loin, à Villechauve.

### Vie privée
Selon Patrice Laffont, Geneviève Grad aurait eu une liaison avec le réalisateur Marc Simenon rencontré sur le tournage du Gendarme de Saint-Tropez en 1964.
Dans les années 1970, elle rend visite à des amis dans le Gers. Elle fait la connaissance d'Igor Bogdanoff qui vit alors dans le château familial de Saint-Lary. Ils ont une relation amoureuse et de cette idylle naît un enfant, Dimitri, en 1976.
Au printemps 1993, après 11 ans de vie commune, elle épouse l'architecte Jean Guillaume.

### Mort
Geneviève Grad meurt le 7 novembre 2024 à l'âge de 80 ans, à La Chaussée-Saint-Victor des suites d'un cancer,. Après une cérémonie en l'église Sainte-Marie-Madeleine de Vendôme (Loir-et-Cher), l'actrice est inhumée au cimetière de la Tuilerie, située dans la même ville, le 15 novembre.

## Filmographie

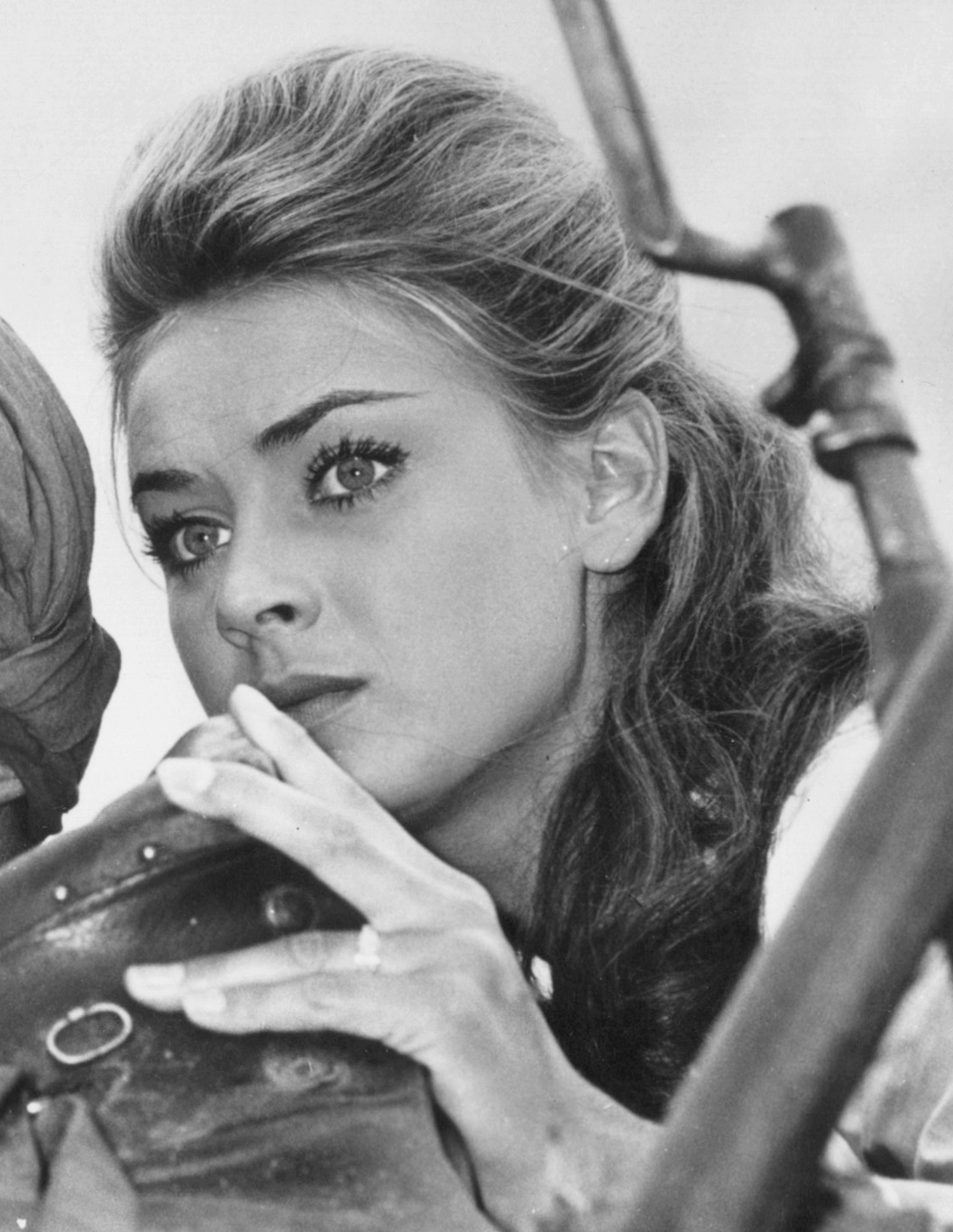
Geneviève Grad dans Sandokan, le tigre de Bornéo (1963).

### Cinéma

#### Longs métrages
- 1959 : Les Dragueurs de Jean-Pierre Mocky (non créditée)
- 1961 : Un soir sur la plage de Michel Boisrond : Sylvie
- 1961 : Le Capitaine Fracasse de Pierre Gaspard-Huit : Isabelle
- 1962 : La Bataille de Corinthe (Il conquistatore di Corinto) de Mario Costa : Hebe
- 1962 : Les Vikings attaquent (I normanni) de Giuseppe Vari : Svetania
- 1962 : Arsène Lupin contre Arsène Lupin d'Édouard Molinaro : Catherine
- 1962 : L'Empire de la nuit de Pierre Grimblat : la fille
- 1963 : Hercule, le Héros de Babylone (L'eroe di Babilonia) de Siro Marcellini : Tamira
- 1963 : Sandokan, le tigre de Bornéo (Sandokan, la tigre di Mompracem) d'Umberto Lenzi : Mary Ann
- 1963 : Hercule contre Moloch (Ercole contro Molock) de Giorgio Ferroni : Pasiphaé
- 1964 : Alerte à Gibraltar (Gibraltar) de Pierre Gaspard-Huit : Cathy Maxwell
- 1964 : Le Gendarme de Saint-Tropez de Jean Girault : Nicole Cruchot
- 1965 : Le Gendarme à New York de Jean Girault : Nicole Cruchot
- 1966 : Su nombre es Daphne de Germán Lorente : Daphne
- 1968 : Le Démoniaque de René Gainville : Lise
- 1968 : Le Gendarme se marie de Jean Girault : Nicole Cruchot
- 1969 : Flash Love ou Libertés sexuelles de Max Kalifa : Jeanne
- 1970 : OSS 117 prend des vacances de Pierre Kalfon : Paulette Balestri
- 1970 : Le Palais des anges (O Palácio dos Anjos)  de Walter Hugo Khouri : Barbara
- 1977 : Le Maestro de Claude Vital : Corinne
- 1980 : Comme une femme de Christian Dura : la sœur d'Olivier
- 1980 : Voulez-vous un bébé Nobel ? de Robert Pouret : Marie-Dominique
- 1983 : Ça va pas être triste de Pierre Sisser : l'avocate

#### Court métrage
- 1967 : Le Fossé de Maurice Poli

### Télévision

#### Téléfilms
- 1964 : L'Enlèvement d'Antoine Bigut de Jacques Doniol-Valcroze : Adélaïde
- 1965 : Embrassons-nous, Folleville ! d'Éric Le Hung
- 1966 : Orion le tueur de Georges Folgoas : Alice
- 1966 : L'Amour en papier de François Chatel
- 1980 : La Pharisienne de Michel Suffran : la comtesse de Mirbel

#### Séries télévisées
- 1965 : Chambre à louer : Anne Dulac (25 épisodes)
- 1965 : Frédéric le gardian : Virginie
- 1966 : Si Perrault m'était conté : Aline (épisode Riquet à la houppe)
- 1967 : Quand la liberté venait du ciel : Hélène
- 1967 : Au théâtre ce soir : Marie-Josèphe (épisode Ami-ami)
- 1969 : Agence Intérim : Mireille (saison 1, épisode 5 : Quiproquo)
- 1975 : Au théâtre ce soir : Gisèle Palerse (épisode La Moitié du plaisir)
- 1978 : Ce diable d'homme : madame de Pompadour (mini-série, 2 épisodes)
- 1980 : La Vie des autres : Aliki (épisode La Crétoise)

## Théâtre
- 1962 : L'Invitation au château de Jean Anouilh, mise en scène d'André Barsacq, Théâtre des Célestins
- 1968 : La Moitié du plaisir de Steve Passeur, Jean Serge & Robert Chazal, mise en scène de Robert Hossein, Théâtre Antoine
- 1970 : Jarry sur la butte d'après les œuvres complètes d'Alfred Jarry, mise en scène de Jean-Louis Barrault, Elysée-Montmartre
- 1972 : Nous irons à Valparaiso de Marcel Achard, mise en scène de Jacques-Henri Duval, Théâtre des Célestins, tournée Herbert-Karsenty.

## Discographie
- 1964 : Douliou-douliou Saint-Tropez[8] (chanson  pour Le Gendarme de Saint-Tropez)
- 1965 : Les garçons sont gentils[8] (chanson pour Le Gendarme à New York)
- 1966 :
  - Tout juste un an
  - Les garçons, les filles et l'amour
  - Mais où s’en vont les étoiles
  - Presque autant que nous